# Osvaldo Cavandoli
Osvaldo Cavandoli (Toscolano-Maderno, 1º de janeiro de 1920 – Milão, 3 de março de 2007) foi um desenhista de banda desenhada e desenhos animados italiano. Tornou-se famoso mundialmente com a animação La Linea.